# Liste des œuvres de Gustav Holst
Cette liste des œuvres de Gustav Holst est catégorisée par genre, numéro de catalogue H. (A Thematic Catalogue of Gustav Holst's Music par Imogen Holst, Londres, Faber Music Ltd., 1974), numéro d'opus, date de composition et titre.
| Genre              | H.      | Opus   | Date                | Titre | Instrumentation                                                                                            | Notes |
| ------------------ | ------- | ------ | ------------------- | --- | --- | --- |
| Opéra              | 7       | 1      | 1895                | The Revoke | | Opéra en 1 acte ; livret de Fritz Hart |
| Opéra              | 21      |        | 1896                | The Idea | | Opérette pour enfants |
| Opéra              | 60      | 11     | 1902                | The Youth's Choice | | Idylle musicale en 1 acte; livret du compositeur |
| Opéra              | 89      | 23     | 1899–1906           | Sita | | Opéra en 3 actes basé sur une histoire de Rāma et Sītā tirée du Ramayana |
| Opéra              | 96      | 25     | 1908                | Savitri | | Opéra de chambre en 1 acte ; livret du compositeur basé sur un épisode de Savitri et Satyavan tiré du Mahabharata |
| Opéra              | 150     | 39     | 1918–1922           | The Perfect Fool | | Opéra comique en 1 acte ; livret du compositeur; arrangé en ballet en 1922 |
| Opéra              | 156     | 42     | 1924                | At the Boar's Head | | Opéra en 1 acte ; livret du compositeur basé sur Henri IV Part 1 et Part 2 de William Shakespeare |
| Opéra              | 176     | 50     | 1929–1930           | The Wandering Scholar | | Opéra de chambre en 1 acte ; livret de Clifford Bax basé sur The Wandering Scholars d'Helen Waddell. |
| Ballet             | 149     |        | 1921                | The Lure, or The Moth and the Flame | | |
| Ballet             | 150     | 39     | 1918–1922           | The Perfect Fool | | arrangement de 1922 de l'opéra ; livret du compositeur |
| Ballet             | 163     | 45/1   | 1926                | The Golden Goose | | Ballet choral ; pour chœur et orchestre ; basé sur le conte des frères Grimm, adapté par Jane M. Joseph |
| Ballet             | 164     | 45/2   | 1926–1927           | The Morning of the Year | | Ballet choral ; pour chœur et orchestre ; texte de Steuart Wilson |
| Musique de scène   |         |        | 1905                | Stratford Revels | | |
| Musique de scène   | 94      |        | 1905                | Nabou, ou Kings in Babylon | | |
| Musique de scène   | 101     | 27a    | 1909                | La vision de Dame Christian - Prélude - Premier chorus : Knowest thou not the warning - Hymne : Oh let us render thanks to God above - Danse chorale : How shall we tell of him - Finale | | Masque ; musique pour la pièce de Frances Ralph Gray |
| Musique de scène   | 102     | 27b    | 1909                | Stepney Children's Pageant | pour orchestre                                                                                             | |
| Musique de scène   | 102a    | 27b    | 1909                | A Song of London | pour chœur unisson et piano                                                                                | Musique de scène de Stepney Children's Pageant ; texte de G. K. Menzies |
| Musique de scène   | 114     |        | 1910                | The Praise of King Olaf - Trumpet Calls - First Battle Music - The Raven Song - Biarkamal - Second Battle Music - The Praise of King Olaf | pour chœur et fanfare militaire                                                                            | Partie 1 scène 4 de The Pageant of London |
| Musique de scène   | 122     |        | 1910                | Philip the King | | Musique de scène pour la pièce de John Masefield |
| Musique de scène   | 143     |        | 1918                | The Sneezing Charm - Prelude - Song - Ballet | pour mezzo-soprano et orchestre                                                                            | |
| Musique de scène   | 146     |        | 1920                | 7 chœurs de the Alcestis of Euripides - O Paian Wise! - Daughter of Pelias, Fare Thee Well - Oh, a House That Loves the Stranger - Ah Me! Farewell - Advance, Advance - I Have Sojourned in the Muses' Land - There Be Many Shapes of Mystery | pour voix unissons, 3 flûtes et harpe                                                                      | pour Alceste d'Euripide, traduction de Gilbert Murray |
| Musique de scène   |         |        | 1921                | St. Martin's Pageant | | |
| Musique de scène   | 170     |        | 1927                | The Coming of Christ - First Song of the Host of Heaven - Song of the Four Angels - Second Song of the Host of Heaven - First Song of the Kings - Second Song of the Kings - The Antiphonal - The Song of the Coming of Christ | pour soprano, ténor, baryton, basse, chœur mixte, trompette, piano, orgue et orchestre à cordes ad libitum | Musique de scène pour Mystery Play |
| Musique de scène   | 180     |        | 1930                | The Passing of the Essenes : 2 Chants - In the Lord Put I My Trust - All the Powers of the Lord | pour chœur d'hommes unisson                                                                                | pour la pièce de George Moore |
| Musique de scène   |         |        | 1933–1934           | The Song of Solomon | | |
| Musique de film    | 184     |        | 1931                | The Bells | | dirigé par Harcourt Templeman |
| Orchestral         |         |        | 1891                | Intermezzo | pour orchestre                                                                                             | |
| Orchestral         | 31      |        | 1897                | A Winter Idyll | pour orchestre                                                                                             | |
| Orchestral         | 41      |        | 1898                | Suite in G minor | pour orchestre à cordes                                                                                    | |
| Orchestral         | 42      | 7      | 1899                | Walt Whitman | pour orchestre                                                                                             | Ouverture |
| Orchestral         | 43      | 10     | 1899, 1912          | Suite de ballet en mi majeur - Danse rustique - Valse - Scène de nuit - Carnival | pour orchestre                                                                                             | arrangé en 1912 ; originellement Op. 8 |
| Orchestral         | 47      | 8      | 1899–1900           | Symphonie en fa majeur The Cotswolds - Allegro con brio - Elegy (In Memoriam William Morris) - Scherzo - Finale | pour orchestre                                                                                             | originellement Op. 10 |
| Orchestral         | 54      |        | 1903?               | Greeting | pour orchestre                                                                                             | version originale pour violon et piano |
| Orchestral         | 66      | 13     | 1903                | Indra | pour orchestre                                                                                             | Poème symphonique |
| Orchestral         | 86      | 21/1   | 1906, 1907          | Songs of the West | pour orchestre                                                                                             | revu en 1907 |
| Orchestral         | 87      | 21/2   | 1906, 1907          | A Somerset Rhapsody | pour orchestre                                                                                             | revu en 1907 |
| Orchestral         | 88      | 22     | 1906                | 2 chants sans paroles : - Country Song - Marching Song | pour orchestre de chambre                                                                                  | No. 2 également pour petite fanfare militaire |
| Orchestral         | 107     | 29/1   | 1909–1910           | Beni Mora: Oriental Suite - First Dance - Second Dance - Finale : In the Street of Ouled Naïls | pour orchestre                                                                                             | |
| Orchestral         |         |        | 1910                | Morris Dance Tunes Set I - Bean Setting - Laudnum Bunches - Country Gardens - Constant Billy - Trunkles - Morris Off Set II - Rigs o' Marlow - Bluff King Hal - How d'ye do, sir? - Shepherd's Hey - The Blue-eyed Stranger - Morris Off | pour orchestre                                                                                             | |
| Orchestral         | 108     | (29/2) | 1911                | Phantastes, Suite en fa majeur - Prelude - March - Sleep - Dance | pour orchestre                                                                                             | retiré, originellement Op. 29 No. 2 |
| Orchestral         | 118     | 29/2   | 1912–1913           | St Paul's Suite - Jig - Ostinato - Intermezzo - Finale : The Dargason | pour orchestre à cordes                                                                                    | dédicacé à l'orchestre de la St Paul's Girls' School ; le Finale est un arrangement du quatrième mouvement de la Second Suite. |
| Orchestral         | 125     | 32     | 1914–1916           | The Planets - Mars, the Bringer of War - Venus, the Bringer of Peace - Mercury, the Winged Messenger - Jupiter, the Bringer of Jollity - Saturn, the Bringer of Old Age - Uranus, the Magician - Neptune, the Mystic | pour orchestre et chœur de femmes                                                                          | version originale pour deux pianos 4. (Jupiter) thème principal : "I Vow to Thee, My Country" |
| Orchestral         | 126     | 33     | 1915                | Japanese Suite - Prélude : Song of the Fisherman - Ceremonial Dance - Dance of the Marionette - Interlude : Song of the Fisherman - Dance under the Cherry Tree - Finale : Dance of the Wolves | pour orchestre                                                                                             | |
| Orchestral         | 151     | 40/1   | 1922                | A Fugal Overture | pour orchestre                                                                                             | |
| Orchestral         | 172     | 47     | 1927                | Egdon Heath (Homage to Thomas Hardy) | pour orchestre                                                                                             | titre d'après le lieu fictif Egdon Heath créé par Thomas Hardy |
| Orchestral         |         |        | 1928                | Nocturne from A Moorside Suite | pour orchestre à cordes                                                                                    | |
| Orchestral         |         |        | 1928                | Fugue à la Gigue | pour orchestre                                                                                             | tiré de la Fugue en sol majeur, BWV577 de Jean-Sébastien Bach ; arrangement par Holst ; également pour orchestre |
| Orchestral         | 178     | 52     | 1930, 1931          | Hammersmith - Prelude - Scherzo | pour orchestre                                                                                             | originellement pour fanfare militaire ; version pour orchestre (1931) créée lors du même concert que la première de Belshazzar's Feast de William Walton en 1931 |
| Orchestral         | 185     |        | 1932                | Jazz-Musique d'ensemble Piece (Mr. Shilkret's Maggot) | pour orchestre                                                                                             | arrangé par Imogen Holst sous le nom de "Capriccio" (1967) |
| Orchestral         | 190     |        | 1933                | Suite Brook Green - Prelude - Air - Dance | pour orchestre à cordes avec flûte, hautbois et clarinette ad libitum                                      | |
| Orchestral         | 190a    |        | 1933                | Gavotte | pour orchestre à cordes avec flûte, hautbois et clarinette ad libitum                                      | originellement composé pour Suite Brook Green |
| Orchestral         | 192     |        | 1933–1934           | Scherzo | pour orchestre                                                                                             | partie d'une symphonie inachevée |
| Musique d'ensemble |         |        |                     | Three Folk Tunes | pour petite fanfare militaire                                                                              | |
| Musique d'ensemble | 88      | 22     | 1906                | Marching Song | pour petite fanfare militaire                                                                              | No. 2 de 2 Songs without Words |
| Musique d'ensemble | 105     | 28/1   | 1909                | First Suite in E-flat - Chaconne - Intermezzo - Marche | pour fanfare militaire                                                                                     | |
| Musique d'ensemble | 106     | 28/2   | 1911                | Second Suite in F - March : Morris Dance, Swansea Town, Claudy Banks - Chanson sans paroles : I'll Love My Love - Song of the Blacksmith - Fantasia on the Dargason | pour fanfare militaire                                                                                     | 1. aussi connu sous le nom de Three Folk Tunes ou de March on Three Folk Tunes |
| Musique d'ensemble |         |        | 1928                | Fugue à la Gigue | | arrangement de la Fugue en sol majeur, BWV577 de Jean-Sébastien Bach; arrangement de Holst ; également pour orchestre |
| Musique d'ensemble | 173     |        | 1928                | A Moorside Suite - Scherzo - Nocturne - March | pour fanfare de cuivres                                                                                    | transcription non terminée pour fanfare militaire par Holst (Scherzo et 38 mesures du Nocturne) ; l’œuvre entière a été transcrite par Gordon Jacob en 1952 et par Denis Wright en 1937 |
| Musique d'ensemble | 178     | 52     | 1930                | Hammersmith - Prelude - Scherzo | pour fanfare militaire                                                                                     | également pour orchestre (1931) ; création par l'United States Marine Band le 17 avril 1932 |
| Concertante        | 74      | 19/1   | 1905                | A Song of the Night | pour violon et orchestre                                                                                   | |
| Concertante        | 75      | 19/2   | 1911                | Invocation | pour violoncelle et orchestre                                                                              | |
| Concertante        | 152     | 40/2   | 1923                | A Fugal Concerto - Moderato - Adagio - Allegro | pour flûte, hautbois (ou deux violons) et orchestre à cordes                                               | |
| Concertante        | 175     | 49     | 1929                | Double Concerto - Scherzo - Lament - Variations on a Ground | pour deux violons et orchestre                                                                             | |
| Concertante        | 191     |        | 1933                | Lyric Movement | pour violon alto et petit orchestre                                                                        | dédié au violoniste Lionel Tertis |
| Musique de chambre |         |        | 1893                | Theme and Variations | pour quatuor à cordes                                                                                      | |
| Musique de chambre |         |        | 1894                | Air and Variations | pour quatuor à cordes et piano                                                                             | |
| Musique de chambre |         |        | 1894                | Duo Concertante (Duet) | pour trombone et orgue                                                                                     | |
| Musique de chambre |         |        | 1894                | String Trio in G minor | pour violon, violon alto et violoncelle                                                                    | |
| Musique de chambre | 8       | 2      | 1896                | Fantasiestücke - Marche - Menuet - Scherzo | pour hautbois et quatuor à cordes                                                                          | revu sous le nom de 3 Pieces en 1910 |
| Musique de chambre | 8a      | 2      | 1896, 1910          | 3 Pieces - Marche - Menuet - Scherzo | pour hautbois et quatuor à cordes                                                                          | révision de 1910 de Fantasiestücke |
| Musique de chambre | 9       |        | 1896                | Variations | pour hautbois, clarinette, basson, violon, violon alto et violoncelle                                      | |
| Musique de chambre | 10      |        | 1896                | Sextet in E minor | pour hautbois, clarinette, basson, violon, violon alto et violoncelle                                      | |
| Musique de chambre | 11      | 3      | 1896                | Quintet in A minor - Allegro moderato - Scherzo, Allegro vivace - Adagio - Allegro con brio | pour hautbois, clarinette, cor, basson et piano                                                            | |
| Musique de chambre | 23      |        | 1897                | Scherzo | pour deux violons, deux violons alto et violoncelle                                                        | |
| Musique de chambre |         |        | 1901–1902           | 6 Solos: Nos. 1-5 | pour violon                                                                                                | |
| Musique de chambre | 51      |        | 1902?               | Lied ohne Worte | pour violon et piano                                                                                       | |
| Musique de chambre | 52      |        | 1903?               | A Spring Song | pour violon (ou alto) et piano                                                                             | |
| Musique de chambre | 53      |        | 1903                | Ländler | pour deux violons et piano                                                                                 | |
| Musique de chambre | 54      |        | 1903?               | Greeting | pour violon et piano                                                                                       | également pour orchestre |
| Musique de chambre | 55      |        | 1904?               | Maya | pour violon et piano                                                                                       | |
| Musique de chambre | 56      |        | 1904?               | Valse-Étude | pour violon et piano                                                                                       | dédié à Marie Hall |
| Musique de chambre | 67      | 14     | 1903                | Quintet pour Winds in A major - Allegro moderato - Adagio - Menuet (en canon) et trio - Theme et Variations : Poco allegro e cantabile | pour flûte, hautbois, clarinette, cor et basson                                                            | |
| Musique de chambre | 93      |        | 1906                | 7 Scottish Airs | pour quatuor à cordes et piano                                                                             | |
| Musique de chambre | 135     | 36     | 1916                | Phantasy Quartet on British Folk Songs | pour quatuor à cordes                                                                                      | |
| Musique de chambre | 158     |        | 1925                | Terzetto - Allegretto - Un poco vivace | pour flûte, hautbois et violon alto                                                                        | |
| Orgue              |         |        | 1891                | 4 Voluntaries | pour orgue                                                                                                 | |
| Piano              |         |        | 1892                | Arpeggio Study | pour piano                                                                                                 | |
| Piano              |         |        | 1893                | Introduction and Bolero | pour piano à quatre mains                                                                                  | |
| Piano              | 5       |        | 1895                | Dances - Allegretto - Ländler | pour piano à quatre mains                                                                                  | |
| Piano              | 6       |        | 1899                | Duet in D major | pour piano à quatre mains                                                                                  | |
| Piano              | 50      |        | 1901                | 2 Pieces (Deux Pièces) - Fancine - Lucille | pour piano                                                                                                 | |
| Piano              | 125     | 32     | 1914–1916           | The Planets - Mars, the Bringer of War - Venus, the Bringer of Peace - Mercury, the Winged Messenger - Jupiter, the Bringer of Jollity - Saturn, the Bringer of Old Age - Uranus, the Magician - Neptune, the Mystic | pour deux pianos                                                                                           | également orchestré 4. (Jupiter) thème principal : I Vow to Thee, My Country |
| Piano              | 153     |        | 1924                | Toccata | pour piano                                                                                                 | basé sur l'air northumbrien pour cornemuse Newburn Lads |
| Piano              | 154     |        | 1924                | A Piece pour Yvonne | pour piano                                                                                                 | |
| Piano              | 165     | 46/1   | 1926                | Chrissemas Day in the Morning | pour piano                                                                                                 | basé sur un air de North Countrie Ballads |
| Piano              | 166     | 46/2   | 1927                | 2 Folk Song Fragments (2 Northumbrian Folk Tunes) - O! I Hae Seen the Roses Blaw - The Shoemakker | pour piano                                                                                                 | basé sur un air de North Countrie Ballads |
| Piano              | 179     |        | 1930–1932 1930 1932 | 2 Pieces - Nocturne - Jigue | pour piano                                                                                                 | |
| Vocal              |         |        | 1891                | The Harper | pour voix et piano                                                                                         | |
| Vocal              |         |        | 1891                | Die Sprode | pour voix et piano                                                                                         | |
| Vocal              |         |        | 1891–1892           | There Is Dew pour the Flow'ret | pour voix et piano                                                                                         | |
| Vocal              |         |        | 1892                | I Come from Haunts of Coot and Hern | pour voix et piano                                                                                         | |
| Vocal              |         |        | 1892                | Sing Heigh-Ho! | pour voix et piano                                                                                         | premier arrangement |
| Vocal              |         |        | 1893                | Anna-Marie | pour voix et piano                                                                                         | |
| Vocal              |         |        | 1893                | A Lake and a Fairy Boat | pour voix et piano                                                                                         | premier arrangement |
| Vocal              |         |        | 1893                | There Sits a Bird on Yonder Tree | pour voix et piano                                                                                         | |
| Vocal              |         |        | 1893                | The White Lady's Farewell | pour voix et piano                                                                                         | |
| Vocal              |         |        | 1890s               | The Exile of Erine | pour voix et piano                                                                                         | |
| Vocal              | 4       |        | 1895, 1897          | O Lady, Leave That Silken Thread | pour baryton et piano                                                                                      | version originale (1895) pour chœur mixte ; texte de Thomas Hood |
| Vocal              | 14      | 4      | 1896–1898           | 4 Songs - Slumber-Song - Margrete's Cradle-Song - Soft and Gently - Awake, My Heart | pour voix et piano                                                                                         | 1. texte de Charles Kingsley 2. texte d'Henrik Ibsen sur une traduction de William Archer 3. texte d'Heinrich Heine 4. texte de Robert Bridges |
| Vocal              | 17      |        | 1897                | Song to the Sleeping Lady | pour voix et piano                                                                                         | texte de George MacDonald |
| Vocal              | 19      |        | 1901–1902           | The Ballade of Prince Eric | pour voix et piano                                                                                         | texte de Fritz Hart |
| Vocal              | 25      |        | 1897                | A Lake and a Fairy Boat | pour voix et piano                                                                                         | second arrangement ; texte de Thomas Hood |
| Vocal              | 26      |        | 1897                | Sing Heigh-Ho! | pour voix et piano                                                                                         | second arrangement ; texte de Charles Kingsley |
| Vocal              | 27      |        | 1897                | Airly Beacon | pour voix et piano                                                                                         | texte de Charles Kingsley |
| Vocal              | 28      |        | 1890s               | Twin Stars Aloft | pour voix et piano                                                                                         | texte de Charles Kingsley |
| Vocal              | 29      |        | 1890s               | The Day of the Lord | pour voix et piano                                                                                         | texte de Charles Kingsley |
| Vocal              | 32      |        | 1897                | Not a Sound But Echoing in Me | pour voix et piano                                                                                         | texte de George MacDonald |
| Vocal              | 33      |        | 1898                | Whether We Die or Live | pour voix et piano                                                                                         | texte de George Meredith |
| Vocal              | 34      | 6      | 1898, 1900          | 's Drapa | pour baryton et orchestre                                                                                  | révisé en 1900 ; texte d'Henrik Ibsen sur une traduction de William Archer |
| Vocal              | 35      |        | 1890s               | Autumn Song | pour voix et piano                                                                                         | texte de Robert Bridges |
| Vocal              | 36      |        | 1898                | My Joy | pour voix et piano                                                                                         | texte de Robert Bridges |
| Vocal              | 37      |        | 1890s               | Draw Not Away Thy Hands | pour voix et piano                                                                                         | texte de William Morris |
| Vocal              | 38      |        | 1890s               | I Scanned Her Picture | pour voix et piano                                                                                         | |
| Vocal              | 39      |        | 1890s               | Two Brown Eyes | pour voix et piano                                                                                         | |
| Vocal              | 44      |        | 1898–1899           | Bhanavar's Lament | pour voix et piano                                                                                         | texte de George Meredith |
| Vocal              | 45      |        | 1890s               | Ah, Come, Fair Mistress | pour voix et piano                                                                                         | texte de Walter E. Grogan |
| Vocal              |         |        | 1900                | She Who Is Dear to Me | pour voix et piano                                                                                         | texte de Walter E. Grogan |
| Vocal              | 62      |        | 1903                | A Prayer pour Light | pour voix et piano                                                                                         | texte d'Eric Mackay |
| Vocal              | 63      |        | 1904                | Dewy Roses | pour voix et piano                                                                                         | texte d'Alfred H. Hyatt |
| Vocal              | 64      |        | 1903                | Song of the Woods | pour voix et piano                                                                                         | texte d'Alfred H. Hyatt |
| Vocal              | 65      |        | 1902–1903           | To a Wild Rose | pour voix et piano                                                                                         | texte d'Alfred H. Hyatt |
| Vocal              | 68      | 15     | 1902–1903           | 6 Songs - Invocation to the Dawn - Fain Would I Change That Note - The Sergeant's Song - In a Wood - Between Us Now - I Will Not Let Thee Go | pour baryton et piano                                                                                      | 1.texte traduit de Rig Veda par le compositeur 2. auteur du texte anonyme 3.~5. texte de Thomas Hardy 6. texte de Robert Bridges |
| Vocal              | 69      | 16     | 1903–1904           | 6 Songs - Calm Is the Morn - My True Love Hath My Heart - Weep You No More, Sad Fountains - Lovely Kind and Kindly Loving - Cradle Song - Peace | pour soprano et piano                                                                                      | 1. texte d'Alfred Tennyson 2. texte de Philip Sidney 3. texte anonyme 4. texte de Nicholas Breton 5. texte de William Blake 6. texte d'Alfred H. Hyatt |
| Vocal              | 71      | 18     | 1904, 1912          | The Mystic Trumpeter, Scena | pour soprano et orchestre                                                                                  | revue 1912 ; mise en musique du poème From Noon to Starry Night de Walt Whitman ; Colin Matthews note qu'alors que Holst n'avait toujours pas développé son propre style, cette œuvre précoce montre « de la conviction et de l'individualité » et a « peu de parallèles dans la musique britannique de cette époque ». |
| Vocal              | 72      |        | 1904–1905           | Darest Thou Now, O Soul | pour voix et piano                                                                                         | texte de Walt Whitman |
| Vocal              | 77      |        | 1890s               | Now Sleep and Take They Rest | pour voix et piano                                                                                         | texte de James Mabbe d'après Fernando de Rojas |
| Vocal              | 79      |        | 1900s               | To Hope | pour voix et piano                                                                                         | texte anonyme |
| Vocal              | 83      |        | 1906–1908           | 16 Folk Songs from Hampshire - Abroad as I Was Walking - Lord Dunwaters - The Irish Girl - Young Reilly - The New-mown Hay - The Willow Tree - Beautiful Nancy - Sing Ivy - John Barleycorn - Bedlam City - The Scolding Wife - The Squire and the Thresher - The Happy Stranger - Young Edwin in the Lowlands Low - Yonder Sits a Fare Young Damsel - Our Ship She Lies in Harbour | pour voix et piano                                                                                         | arrangement de chansons populaires par Holst |
| Vocal              | 84a     |        | 1906–1907           | Stu Mo Run | pour voix et piano                                                                                         | chanson populaire écossaise ; arrangement de Holst |
| Vocal              | 84      |        | 1906–1914           | 9 Folk Songs - Sovay - The Seeds of Love - The Female Farmer - Thorneyfield Woods - Moorfields - I'll Love My Love - Claudy Banks - On the Banks of the Nile - Here's Adieu | pour voix et piano                                                                                         | arrangement de chansons populaires par Holst |
| Vocal              | 95      |        | 1907                | The Heart Worships | pour voix et piano                                                                                         | texte d'Alice M. Buckton |
| Vocal              | 90      | 24     | 1907–1908           | Hymnes du Rig Veda (Hymnes védique) First Group - Ushas (Dawn) - Varuna I (Sky) - Maruts (Stormclouds) Second Group - Indra (God of Storm and Battle) - Varuna II (The Waters) - Song of the Frogs Third Group - Vac (Speech) - Creation - Faith (Sraddha) | pour voix medium et piano                                                                                  | texte en anglais traduit du Sanskrit par le compositeur |
| Vocal              | 90a     | (24)   | 1907                | Ratri (The Night) | pour voix medium et piano                                                                                  | originellement inclus dans l'Op. 24 |
| Vocal              | 123     |        | 1914?               | A Vigil of Pentecost | pour voix et piano                                                                                         | texte d'Alice M. Buckton |
| Vocal              |         |        | 1911                | Glory of the West | pour voix et piano                                                                                         | arrangement par Holst |
| Vocal              | 132     | 35     | 1916–1917           | 4 Songs - Jesu Sweet, Now Will I Sing - My Soul Has Nought But Fire and Ice - I Sing of a Maiden That Matchless Is - My Leman Is So True | pour soprano (ou ténor) et violon                                                                          | |
| Vocal              | 141     |        | 1918                | May Day Carol | pour voix et deux violons                                                                                  | |
| Vocal              | 147     |        | 1920s               | The Ballad of Hunting Knowe | pour voix et piano                                                                                         | texte d'E. A. Ramsden |
| Vocal              |         |        | 1920s               | He-Back She-Back | pour voix et piano                                                                                         | |
| Vocal              | 174     | 48     | 1929                | 12 Songs - Persephone - Things lovelier - Now in these Fairylands - A Little Music - The Thought - The Floral Musique d'ensembleit - Envoi - The Dream-City - Journey's End - In the Street of Lost Time - Rhyme - Betelgeuse | pour soprano et piano                                                                                      | texte d'Humbert Wolfe |
| Vocal              | 174a    | (48)   | 1929                | Epilogue | pour soprano et piano                                                                                      | texte d'Humbert Wolfe ; composé initialement pour l'Op. 48 |
| Vocal              |         |        | 1930                | God Be in My Head | pour voix et piano                                                                                         | |
| Choral             |         |        | 1887                | Horatius | pour chœurs mixtes et orchestre                                                                            | |
| Choral             |         |        | 1890                | A Christmas Carol | pour chœurs mixtes et piano                                                                                | |
| Choral             |         |        | 1891–1892           | Sailor's Chorus | pour chœurs masculins et orchestre                                                                         | |
| Choral             |         |        | 1891–1892           | The Strain Upraise | pour voix à l'unisson et piano                                                                             | |
| Choral             |         |        | 1891–1892           | Advent Litany | pour voix à l'unisson et piano                                                                             | |
| Choral             |         |        | 1892                | Sanctus | pour voix à l'unisson et orgue                                                                             | |
| Choral             |         |        | 1892                | New Year Chorus | pour chœurs mixtes et piano                                                                                | |
| Choral             |         |        | 1892                | Ode to the North East Wind | pour chœurs masculins et orchestre                                                                         | |
| Choral             |         |        | 1893–1894           | Winter and the Birds | pour chœurs mixtes et piano                                                                                | |
| Choral             |         |        | 1894                | Love Wakes and Weeps | pour chœurs mixtes a cappella                                                                              | |
| Choral             |         |        | 1894                | Ave Maria, Maiden Mild | pour chœurs féminins a cappella                                                                            | |
| Choral             |         |        | 1894                | Fathoms Deep Beneath the Wave | pour chœurs féminins a cappella                                                                            | |
| Choral             |         |        | 1894                | Now Winter's Winds Are Banished | pour chœurs féminins a cappella                                                                            | |
| Choral             |         |        | 1894                | Summer's Welcome | pour chœurs féminins a cappella                                                                            | |
| Choral             |         |        | 1894                | Winter and the Birds | pour chœurs féminins a cappella                                                                            | |
| Choral             | 1       |        | 1895                | The Autumn Is Old | pour chœurs mixtes a cappella                                                                              | texte de Thomas Hood |
| Choral             | 2       |        | 1895                | The Stars Are with the Voyager | pour chœurs mixtes a cappella                                                                              | texte de Thomas Hood |
| Choral             | 3       |        | 1895                | Spring It Is Cheery | pour chœurs mixtes a cappella                                                                              | texte de Thomas Hood |
| Choral             | 4       |        | 1895                | O Lady, Leave That Silken Thread | pour chœurs mixtes a cappella                                                                              | texte de Thomas Hood ; également pour baryton et piano |
| Choral             | 12      |        | 1890s               | All Night I Waited by the Spring | pour chœurs féminins a cappella                                                                            | |
| Choral             | 13      | 4      | 1896                | 3 Short Part-Songs - In the Forest Moonbeam-Brightened - All the Nests with Song Are Ringing - Soft and Gently through My Soul | pour chœurs féminins a cappella                                                                            | texte traduit d'après Heinrich Heine |
| Choral             | 15      |        | 1896                | There's a Voice in the Wind | pour chœurs mixtes a cappella                                                                              | |
| Choral             | 16      |        | 1896                | The Kiss | pour chœurs mixtes a cappella                                                                              | texte de Ben Jonson |
| Choral             | 18      |        | 1890s               | Ah Tyrant Love | pour chœurs mixtes a cappella                                                                              | texte de Charles Kingsley |
| Choral             | 20      |        | 1896                | Light Leaves Whisper | pour chœurs mixtes a cappella                                                                              | texte de Fritz Hart |
| Choral             | 22      |        | 1893–1896           | Not Unto Us, O Lord | pour chœurs mixtes et orgue (ou piano)                                                                     | Paroles bibliques : Psaume 115 du Livre des Psaumes |
| Choral             | 24      |        | 1897                | O Spring's Little Children | pour chœurs féminins a cappella                                                                            | texte de Francis Thompson |
| Choral             | 30      | 5      | 1897                | Clear and Cool | pour chœurs mixtes et orchestre                                                                            | texte de Charles Kingsley |
| Choral             | 40      |        | 1898                | Clouds o'er the Summer Sky, Canon | pour chorus (2 sopranos) and piano                                                                         | texte de Fritz Hart |
| Choral             |         |        | 1899                | Autumn Song | pour chœurs féminins a cappella                                                                            | texte de Francis Thompson ; également pour chœurs mixtes a cappella, Op. 9a No. 2 |
| Choral             | 48      | 9a     | 1897–1900           | 5 Part-Songs - Love Is Enough - To Sylvia - Autumn - Come Away, Death - A Love Song | pour chœurs mixtes a cappella                                                                              | 1. texte de William Morris 2. texte de Francis Thompson ; également pour chœurs féminins a cappella (1899) 3. texte de William Morris 4. texte de William Shakespeare 5. texte de William Morris |
| Choral             | 49      | 9b     | 1900                | Ave Maria | pour chœurs féminins a cappella                                                                            | |
| Choral             | 57      |        | 1912                | I love Thee | pour chœurs mixtes a cappella                                                                              | texte de Thomas Hood |
| Choral             | 58      |        | 1903                | Thou Didst Delight My Eyes | pour chœurs mixtes a cappella                                                                              | texte de Robert Bridges |
| Choral             | 59      |        | 1890s               | It Was a Lover and His Lass | pour chœurs mixtes a cappella                                                                              | texte de William Shakespeare |
| Choral             | 61      | 12     | 1902–1903           | 5 Part-Songs - Dream Tryst - Ye Little Birds - Her Eyes the Glow-Worm Lend Thee - Now Is the Month of Maying - Come to Me | pour chœurs mixtes a cappella                                                                              | 1. texte de Francis Thompson 2. texte de Thomas Heywood 3. texte de Robert Herrick 4. paroles de anonymous, 16th century 5. texte de Christina Rossetti |
| Choral             | 70      | 17     | 1903                | King Estmere | pour chœurs mixtes et orchestre                                                                            | |
| Choral             | 73      |        | 1904–1905           | 3 Hymnes pour l'hymnaire en anglais - In the Bleak Mid-winter - From Glory to Glory Advancing - Holy Ghost, Come Down Upon Thy Children | pour chœurs mixtes and orgue                                                                               | 1. texte de Christina Rossetti 2. texte de C. W. Humphreys d'après Divine Liturgy of St. John Chrysostom 3. texte de Frederick William Faber |
| Choral             | 76      |        | 1908                | In Youth Is Pleasure | pour chœurs mixtes a cappella                                                                              | texte de Robert Wever |
| Choral             | 78      |        | 1908                | Now Rest Thee from All Care | pour chœurs mixtes a cappella                                                                              | paroles anonymes |
| Choral             | 80      | 20a    | 1905                | Songs from "The Princess" - Sweet and Low - The Splendour Falls - Tears, Idle Tears - O Swallow, Swallow - Now Sleeps the Crimson Petal | pour chœurs féminins a cappella                                                                            | texte d'Alfred Tennyson |
| Choral             | 81      |        | 1905                | Home They Brought Her Warrior Dead | pour chœurs féminins a cappella                                                                            | paroles d'après The Princess by Alfred Tennyson |
| Choral             | 82      | 20b    | 1907                | 4 Old English Carols - A Babe Is Born - Now Let Us Sing - Jesu, Thou the Virgin-born - The Saviour of the World Is Born (Salvator mundi natus est) | pour chœurs mixtes and piano                                                                               | paroles de anonymous |
| Choral             | 85      |        | 1904–1919           | 7 Folk Songs - On the Banks of the Nile - The Willow Tree - Our Ship She Lies in Harbour - I'll Love My Love - Claudy Banks - John Barleycorn - Spanish Ladies | pour voix à l'unisson et orchestre (ou piano)                                                              | |
| Choral             |         |        | 1908                | Adoramus Te Christe [orig. Orlando di Lasso, arr. Holst] | pour chœurs féminins a cappella                                                                            | |
| Choral             |         |        | 1908                | Benedictus [orig. William Byrd, arr. Holst] | pour chœurs féminins a cappella                                                                            | |
| Choral             |         |        | 1908                | Help Me, O Lord [orig. Thomas Augustine, arr. Holst] | pour chœurs féminins a cappella                                                                            | |
| Choral             |         |        | 1908                | How Merrily We Live [orig. Michael Este, arr. Holst] | pour chœurs féminins a cappella                                                                            | |
| Choral             |         |        | 1908                | 2 Part-Songs | pour chœurs mixtes a cappella                                                                              | |
| Choral             | 91      |        | 1907–1908 1916      | 2 Carols - A Welcome Song - Terly, Terlow | pour chœurs mixtes, oboe and cello                                                                         | paroles de anonymous Old English Carols |
| Choral             | 92      |        | 1909                | Pastoral | pour chœurs féminins a cappella                                                                            | |
| Choral             | 97      | 26     | 1908                | Choral Hymns from the Rig Veda, First Group - Battle Hymn - Hymn to the Unknown God - Funeral Hymn | pour chœurs mixtes et orchestre (or piano)                                                                 | texte en anglais traduit du Sanskrit par le compositeur |
| Choral             | 98      | 26     | 1909                | Choral Hymns from the Rig Veda, Second Group - To Varuna (God of the Waters) - To Agni (God of Fire) - Funeral Chant | pour chœurs féminins et orchestre (or piano)                                                               | texte en anglais traduit du Sanskrit par le compositeur |
| Choral             | 99      | 26     | 1910                | Choral Hymns from the Rig Veda, Third Group - Hymn to the Dawn - Hymn to the Waters - Hymn to Vena - Hymn of the Travellers | pour chœurs féminins and harp (or piano)                                                                   | texte en anglais traduit du Sanskrit par le compositeur |
| Choral             | 100     | 26     | 1912                | Choral Hymns from the Rig Veda, Fourth Group - Hymn to Agni (The Sacrifical Fire) - Hymn to Soma - Hymn to Manas - Hymn to Indra | pour chœur d'hommes et orchestre à cordes with brass ad libitum (or piano)                                 | texte en anglais traduit du Sanskrit par le compositeur |
| Choral             | 103     |        | 1909                | O England, My Country | pour voix à l'unisson et orchestre (ou piano)                                                              | texte de G. K. Menzies |
| Choral             | 104     |        | 1909                | A Song of Fairies | pour chœurs féminins a cappella                                                                            | |
| Choral             | 109     |        | 1910                | Christmas Day: Choral Fantasy on Old Carols - Good Christian Men Rejoice - God Rest You Merry Gentlemen - Come Ye Lofty, Come Ye Lowly - The First Nowell | pour chœurs mixtes et orchestre (ou orgue)                                                                 | |
| Choral             |         |        | 1910                | Old Airs and Glees [arr. Holst] | pour chœurs féminins a cappella                                                                            | |
| Choral             | 110     |        | 1910                | 4 Part-Songs - Song of the Ship-builders - Song of the Shoemakers - Song of the Fishermen - Song of the Drovers | pour children's chorus and piano                                                                           | texte de John Greenleaf Whittier |
| Choral             | 111     | 30     | 1910–1912           | The Cloud Messenger, Ode | pour alto, chœurs mixtes et orchestre                                                                      | basé sur le Meghaduta, un poème sanskrit de Kalidasa ; texte traduit par le compositeur |
| Choral             | 112     |        | 1911                | 2 Eastern Pictures - Spring - Summer | pour chœurs féminins et harpe (ou piano)                                                                   | traduit par le compositeur d'après le texte de Kâlidâsa |
| Choral             | 113     |        | 1911                | In Loyal Bonds United: Empire Day Song | pour voix à l'unisson et piano                                                                             | texte de Shapcott Wensley |
| Choral             |         |        | 1912                | News From Whydah [orig. Henry Balfour Gardiner, orch. Holst] | pour chœurs mixtes et orchestre                                                                            | |
| Choral             |         |        | 1912                | Lord, Who Hast Made Us pour Thine Own: No. 2 of the Two Psalms | pour chœurs féminins et orchestre                                                                          | |
| Choral             | 115     | 31/1   | 1911                | Hecuba's Lament | pour alto, chœurs féminins et orchestre à cordes                                                           | texte de Gilbert Murray d'après Euripide |
| Choral             | 116     | 31/2   | 1913                | Hymn to Dionysus | pour chœurs féminins et orchestre                                                                          | texte de Gilbert Murray d'après Euripide |
| Choral             | 117     |        | 1912                | 2 Psalms - Psalm 86 - Psalm 148 (Lord, Who Hast Made Us pour Thine Own) | pour chœurs mixtes, orgue (ou cuivres) et orchestre à cordes                                               | 1. with tenor solo également pour chœurs féminins et orchestre (ou orgue, ou piano) |
| Choral             | 118a    |        | 1911                | Playground Song | pour voix à l'unisson et piano                                                                             | pour St Paul's Girls' School |
| Choral             | 119     |        | 1913                | The Swallow Leaves Her Nest | pour chœurs féminins a cappella                                                                            | texte de Thomas Lovell Beddoes |
| Choral             | 120     |        | 1913                | The Homecoming | pour chœurs masculins a cappella                                                                           | texte de Thomas Hardy |
| Choral             | 121     |        | 1914                | A Dirge pour Two Veterans | pour chœurs masculins, cuivres et percussion                                                               | texte de Walt Whitman |
| Choral             | 124     |        | 1915                | Dirge and Hymeneal | pour chœurs féminins et piano (ou harpe)                                                                   | texte de Thomas Lovell Beddoes |
| Choral             | 127     |        | 1915                | Nunc Dimittis | pour chœurs mixtes a cappella                                                                              | |
| Choral             | 128     | 34/1   | 1916                | This Have I Done pour My True Love | pour chœurs mixtes a cappella                                                                              | |
| Choral             | 129     | 34/2   | 1916                | Lullay My Liking | pour soprano et chœurs mixtes a cappella                                                                   | |
| Choral             | 130     | 34/3   | 1916                | Of One That Is So Fair and Bright | pour soprano, alto, ténor, basse et chœurs mixtes a cappella                                               | |
| Choral             | 131     | 34/4   | 1916                | Bring Us in Good Ale | pour chœurs mixtes a cappella                                                                              | |
| Choral             |         |        | 1916                | Personent hodie, Christmas Song | pour chœurs à l'unisson et orchestre                                                                       | arrangement de Holst ; texte latin et mélodie d'après Piæ Cantiones |
| Choral             |         |        | 1916                | Short Communion Service | pour voix égales a cappella                                                                                | œuvre originale de William Byrd ; arrangement de Holst |
| Choral             | 133     |        | 1916–1917           | 3 Carols - I Saw Three Ships - Christmas Song - Masters in This Hall | pour voix à l'unisson et orchestre                                                                         | 2. texte de Jane M. Joseph d'après Piæ Cantiones 3. texte de William Morris |
| Choral             | 134     | 36a    | 1916                | 3 Festival Choruses - Let All Mortal Flesh Keep Silence - Turn Back, O Man - A Festival Chime | pour chœurs mixtes et orchestre                                                                            | 1. texte de Gerard Moultrie d'après la Bible et d'autres textes sacrés 2.~3. texte de Clifford Bax |
| Choral             | 136     | 36b    | 1916                | 6 Choral Folk Songs - I Sowed the Seeds of Love - There Was a Tree - Matthew, Mark, Luke and John - The Song of the Blacksmith - I Love My Love - Swansea Town | pour chœurs mixtes a cappella                                                                              | 1., 3.~6. également pour chœurs masculins a cappella |
| Choral             | 137     |        | 1916                | Diverus and Lazarus | pour chœurs mixtes a cappella                                                                              | |
| Choral             | 138     |        | 1917                | 2 Part-Songs pour Children - The Corn Song - Song of the Lumbermen | pour children's chorus and piano                                                                           | texte de John Greenleaf Whittier |
| Choral             | 139     |        | 1917                | A Dream of Christmas | pour chœurs féminins et orchestre à cordes (ou piano)                                                      | |
| Choral             | 142     |        | 1916–1917           | Here Is Joy pour Every Age | pour chœurs féminins a cappella                                                                            | texte de John Mason Neale d'après Ecce novum gaudium |
| Choral             |         |        | 1916–1919           | All People That on Earth Do Dwell [arr. Holst] | pour chœurs mixtes et orchestre                                                                            | |
| Choral             | 140     | 37     | 1917                | The Hymn of Jesus | pour 2 chœurs mixtes, semi-chorus féminin et orchestre                                                     | texte choisi et traduit des Actes Apocryphes de St. John |
| Choral             | 144     | 38     | 1919                | Ode to Death | pour chœurs mixtes et orchestre                                                                            | texte de Walt Whitman |
| Choral             | 145     |        | 1919                | Short Festival Te Deum | pour chœurs mixtes et orchestre                                                                            | |
| Choral             | 148     |        | 1921, 1918?         | I Vow to Thee, My Country, Hymn | pour voix à l'unisson et orchestre                                                                         | basé sur le thème de la section médiane du mouvement Jupiter de The Planets ; paroles de Cecil Spring-Rice |
| Choral             | 155     | 41     | 1923–1924           | First Choral Symphony - Prelude: Invocation to Pan - Song and Bacchanal - Ode on a Grecian Urn - Scherzo: Fancy - Folly's Song - Finale | pour soprano, chœurs mixtes et orchestre                                                                   | texte de John Keats |
| Choral             | 157     |        | 1925                | Ode to C.K.S. and the Oriana | pour chœurs mixtes a cappella                                                                              | pour Charles Kennedy Scott et la Oriana Madrigal Society au 21ejour de la fondation ; paroles de Jane M. Joseph |
| Choral             | 159 160 | 43     | 1924–1925 1924 1925 | 2 Motets - The Evening-Watch: Dialogue between Body and Soul - Sing Me the Men Ere This | pour chœurs mixtes a cappella                                                                              | 1. texte d'Henry Vaughan 2. texte de Digby Mackworth Dolben |
| Choral             |         |        | 1925                | God Is Love, His the Care | | Hymne |
| Choral             | 161     |        | 1925                | 4 Hymnes pour Songs of Praise - O Valiant Hearts - In This World, the Isle of Dreams - Onward, Christian Soldiers! - I Sought Thee Round About, O Thou My God | | pour l'hymnaire Songs of Praise 1. texte de J. S. Arkwright 2. texte de Robert Herrick 3. texte de Sabine Baring-Gould 4. texte de Percy Dearmer d'après Thomas Heywood |
| Choral             | 162     | 44     | 1925–1926           | 7 Part-Songs - Say Who Is This? - O Love, I Complain - Angel Spirits of Sleep - When First We Met - Sorrow and Joy - Love on My Heart from Heaven Fell - Assemble, All Ye Maidens | pour soprano, chœurs féminins and orchestre à cordes                                                       | texte de Robert Bridges |
| Choral             |         |        | 1927                | O Magnum Mysterium [edt. Holst] | pour chœurs mixtes a cappella                                                                              | |
| Choral             |         |        | 1927                | By Weary Stages | | Hymne |
| Choral             |         |        | 1927                | Gird on Thy Sword/Lift Up Your Arms | | Hymn |
| Choral             | 167     |        | 1928                | Christ Hath a Garden | pour chœurs féminins et petit orchestre                                                                    | texte de Robert Bridges after Isaac Watts |
| Choral             | 168     |        | 1927                | Man Born to Toil | pour chœurs mixtes, orgue et cloches ad libitum                                                            | texte de Robert Bridges |
| Choral             | 169     |        | 1927                | Eternal Father | pour soprano, chœurs mixtes, orgue et cloches ad libitum                                                   | texte de Robert Bridges |
| Choral             | 171     |        | 1928                | Canterbury Bells: 2 Rounds - Within This Place All Beauty Dwells - To Bother Missis Bell | pour 4 voix égales a cappella                                                                              | texte de Mabel Rodwell Jones |
| Choral             | 177     | 51     | 1930                | A Choral Fantasia | pour soprano, chœurs mixtes et orchestre                                                                   | texte de Robert Bridges |
| Choral             | 181     |        | 1931                | Roadways | pour voix à l'unisson et piano                                                                             | texte de John Masefield |
| Choral             | 182     |        | 1928–1931           | Wassail Song | pour chœurs mixtes a cappella                                                                              | |
| Choral             | 183     |        | 1930–1931           | 12 Welsh Folk Songs - Lisa Lan - Green Grass - The Dove - Awake, Awake - The Nightingale and Linnet - The Mother-In-Law - The First Love - O 'Twas on a Monday morning - My Sweetheart's Like Venus (Mae 'nghariad i'n Fenws) - White Summer Rose - The Lively Pair - The Lover's Complaint                                                                                         | pour chœurs mixtes a cappella                                                                              | paroles adaptées par Steuart Wilson |
| Choral             | 186     | 53     | 1931–1932           | 6 Choruses - Good Friday - Intercession - How Mighty Are the Sabbaths - A Love Song - Drinking Song - Before Sleep | pour chœur d'hommes et orchestre à cordes (ou piano)                                                       | texte en latin médiéval, paroles de Helen Waddell |
| Choral             | 186a    | (53)   | 1931                | On the Battle Which Was Fought at Fontenoy | pour chœurs d'hommes et orchestre à cordes (ou piano, ou orgue)                                            | initialement prévu pour Op. 53 ; texte en latin médiéval, paroles de Helen Waddell |
| Choral             | 187     |        | 1932                | 8 Canons - If You Love Songs - Lovely Venus - The Fields of Sorrow - David's Lament pour Jonathan - O Strong of Heart - Truth of All Truth - Evening on the Moselle - If 'Twere the Time of Lilies | Nos. 1~6 pour equal voix a cappella Nos. 7~8 pour voix égales et piano                                     | poèmes en latin médiéval, paroles traduites par Helen Waddell |
| Choral             | 188     |        | 1932                | O Spiritual Pilgrim | pour soprano et chœurs mixtes a cappella                                                                   | texte de James Elroy Flecker |
| Choral             | 189     |        | 1933                | Come Live with Me | pour 2 voix a cappella                                                                                     | texte de Christopher Marlowe |

## Sources
- Holst, Imogen (1974), A Thematic Catalogue of Gustav Holst's Music, London, Faber Music Ltd.